# Ведута

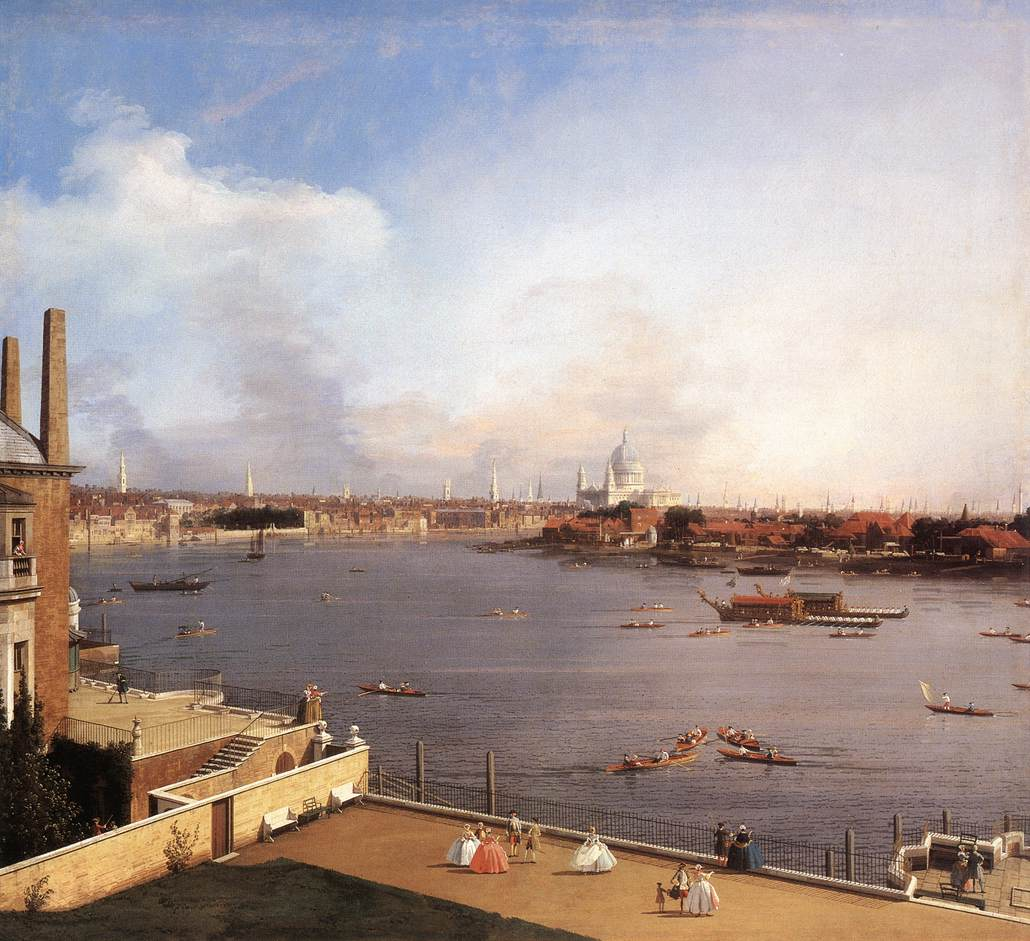
Вид на Темзу і Лондон із Річмонд-хаус, Каналетто, 1747

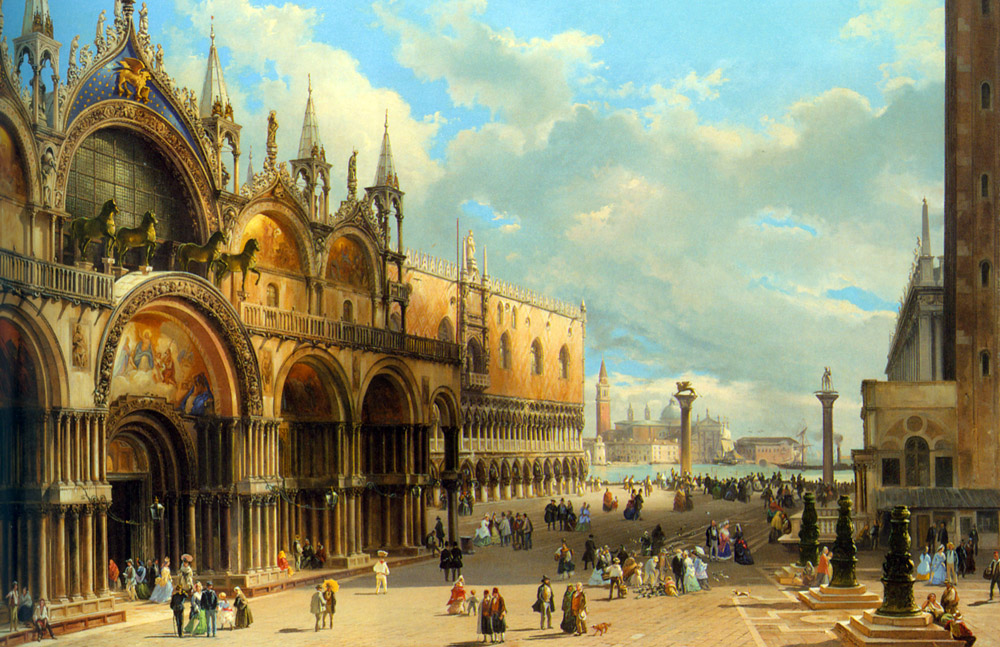
Собор Св. Марка, Палац Дожів і П'яццетта, Карло Грубач, 19 ст.

Веду́та (від італ. veduta — «вид, вигляд») — жанр європейського живопису доби Ренесансу, що являє собою картину, малюнок або гравюру із зображенням міського пейзажу, нерідко із застосуванням стафажу.

## Історія розвитку і відомі майстри
Визначними майстрами цього жанру є італійський художник Каналетто (1697—1768) та фламандець Пауль Бріль (1554—1626).
У Італії жанр набув неабиякої популярності та поширення. Заможні мандрівники та негоціанти-торговці розповсюдили італійські ведути по країнах Західної Європи. Багатії везли олійний живопис, бо він дорого коштував. Студенти ж та міщани задовольнялися малюнком або гравюрою. В Італії було місто, яке виробляло ведути, як водяний млин борошно. Якраз італійське походження терміна і доводить, що найбільшого поширення й розвитку ведута набрала саме в цьому місті — у Венеції. Чимало уславлених майстрів ведути походять са́ме звідси — Каналетто, Бернардо Беллотто, Франческо Тіроні, Ґварді тощо.
Особливе місце серед ведут посідає римська ведута, яку презентували Джованні Піттоні та Каспар ван Віттель.
Оскільки ведута власне є міським пейзажем, то найвідоміші школи і найбільшу кількість майстрів цього жанру представляли європейські столиці, мистецькі, культурні або паломницькі центри. Саме тому найбільше ведут зображають такі міста, як Венеція, Рим, Неаполь, Дрезден, Лондон тощо.
Подеколи ведута представлена у творчості сучасних (2-а пол. ХХ — XXI ст.ст.) митців, в тому числі й українських.

## Ведута в Музеї мистецтв Богдана та Варвари Ханенків

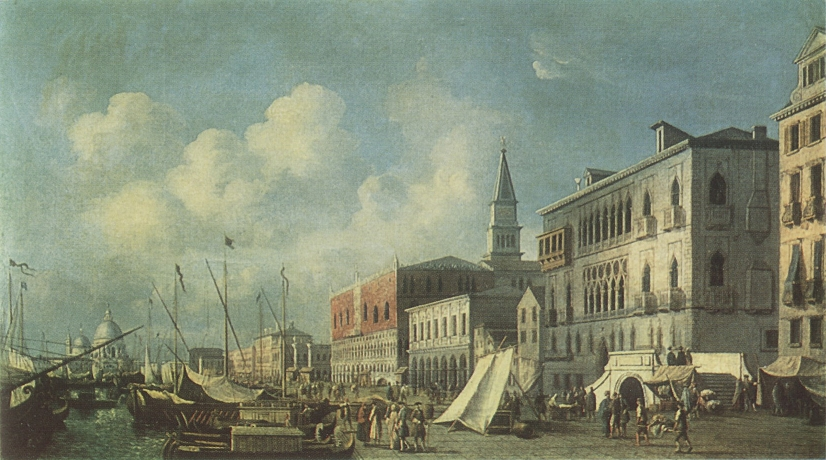
Франческо Тіроні. «Венеція», Музей мистецтв імені Богдана та Варвари Ханенків

Свої зразки ведути має й музей в Києві. Майже всі вони походять з Венеції.
- Полотен Каналетто (1697—1768) в музеї нема, та їх мало й на теренах колишнього СРСР. Зате є учень та небіж Бернардо Беллотто (1720—1780). Ефектна композиція зветься «Руїни храму». Вона намальована на основі спостережень за реальними руїнами давньоримської архітектури. Ведута не завжди документ, митці вносили й фантастичні деталі або споруди. Це підтверджує й монумент на постаменті, що нагадує і монумент Марку Аврелію в Римі, і кінні монументи доби бароко. Як і напівзруйнований купол на полотні, що навіяв майстру римський Пантеон, цілий досі.
- Експонується і «Краєвид Венеції» Мікелє Марієскі (1696—1743), який подає буденну, непарадну столицю Адріатики.
- Ще буденнішою, навіть неохайною, подає Венецію Франческо Гварді (1712—1793) на полотні «Гранд канал у Венеції». Привабливою її не роблять навіть вечірні сутінки і золото сонячного світла.
- І, навпаки, столичний блиск та велич Венеції повертає полотно Франческо Тіроні (?-1800).

## Обрані твори різних майстрів

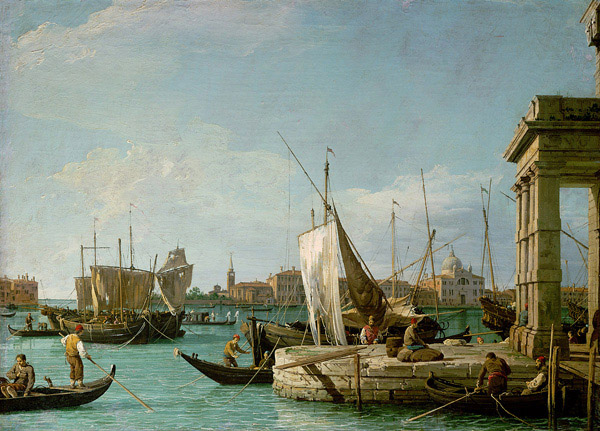
Каналетто. «Митна пристань у Венеції», 1724—1730. Музей історії мистецтв, Відень
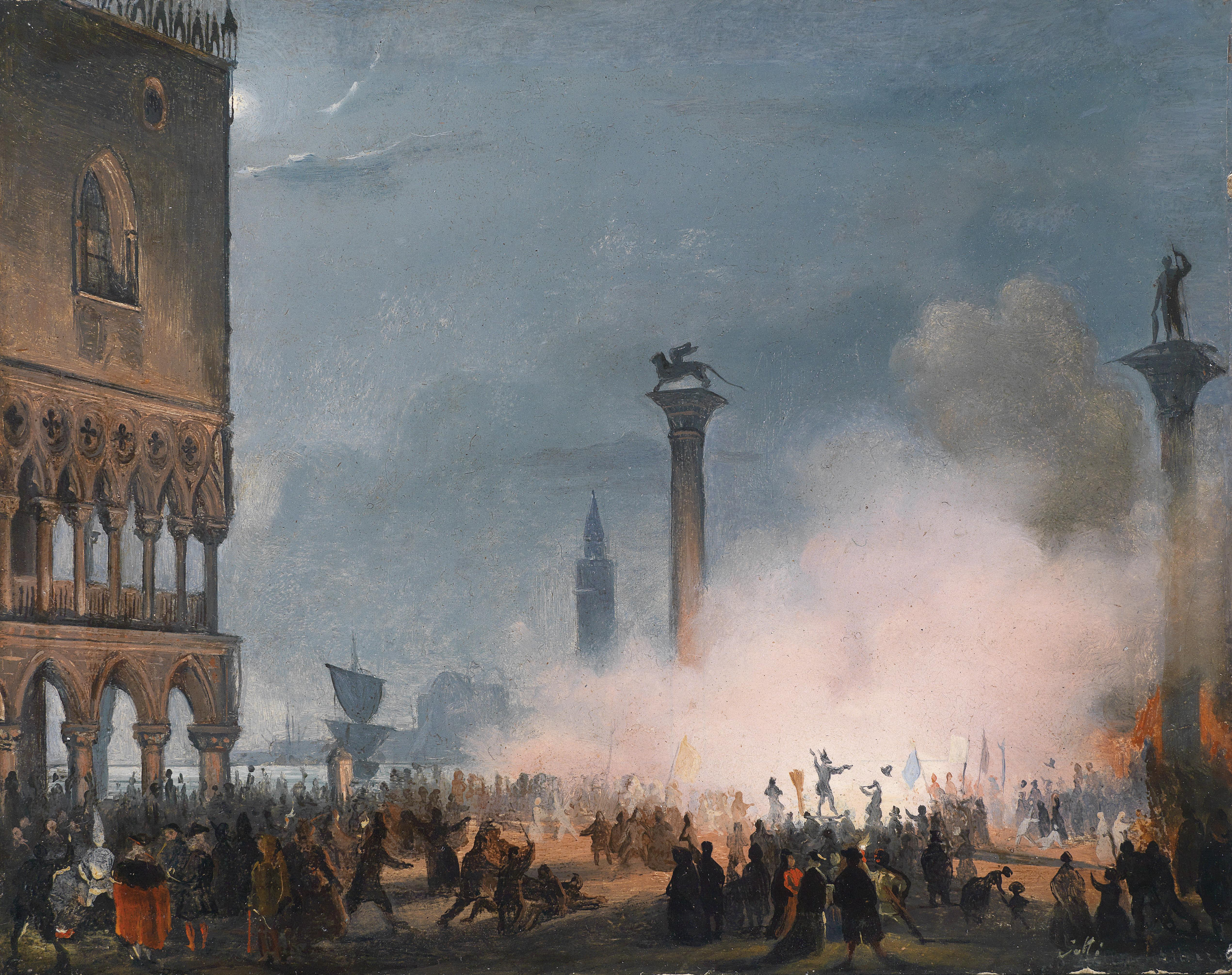
Іпполіто Каффі. «Венеція ввечері, забави на Пьяцетті біля палацу Дожів»
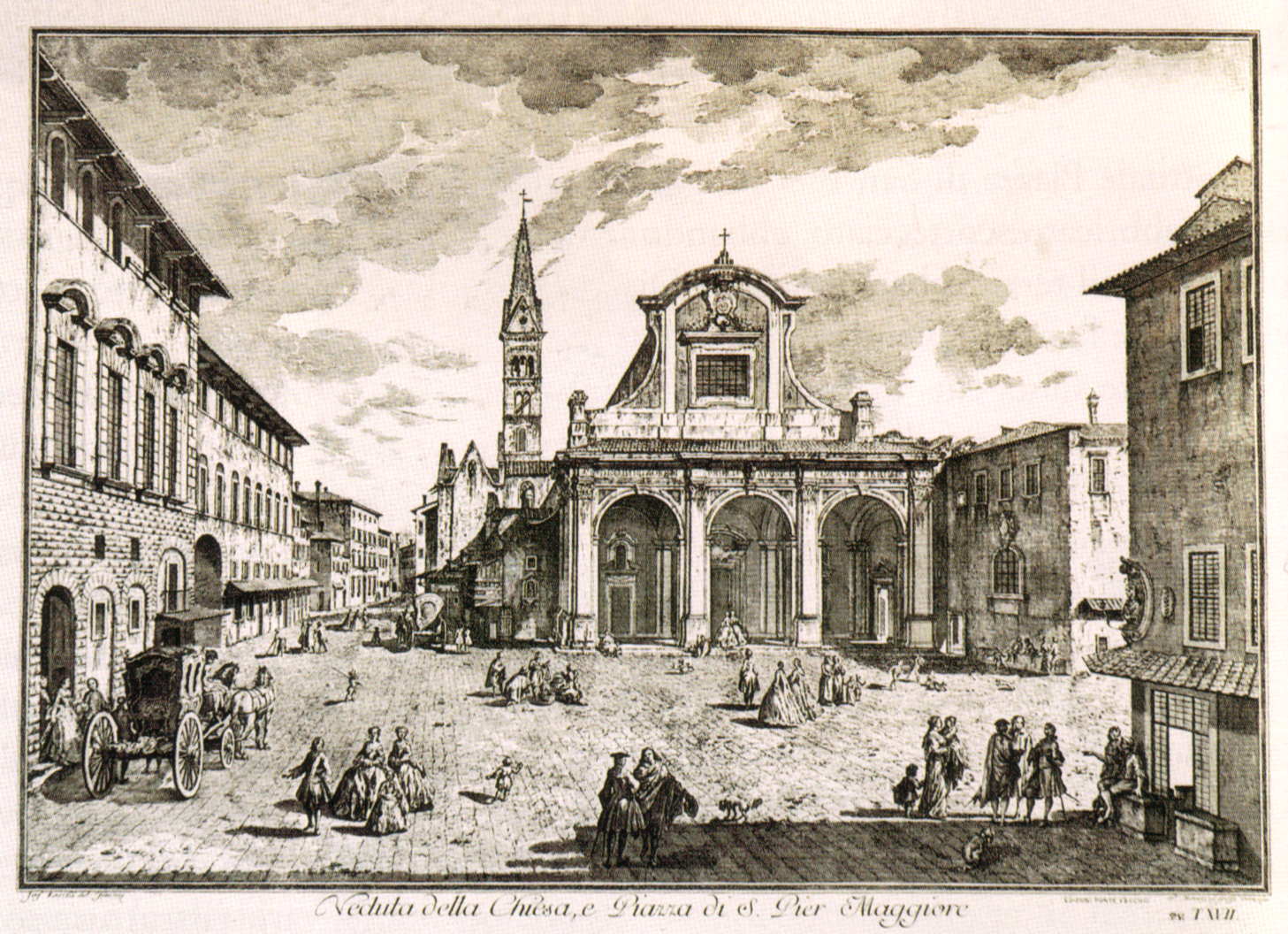
Джузеппе Зоччі. «Площа П'єр Маджоре у Флоренції»
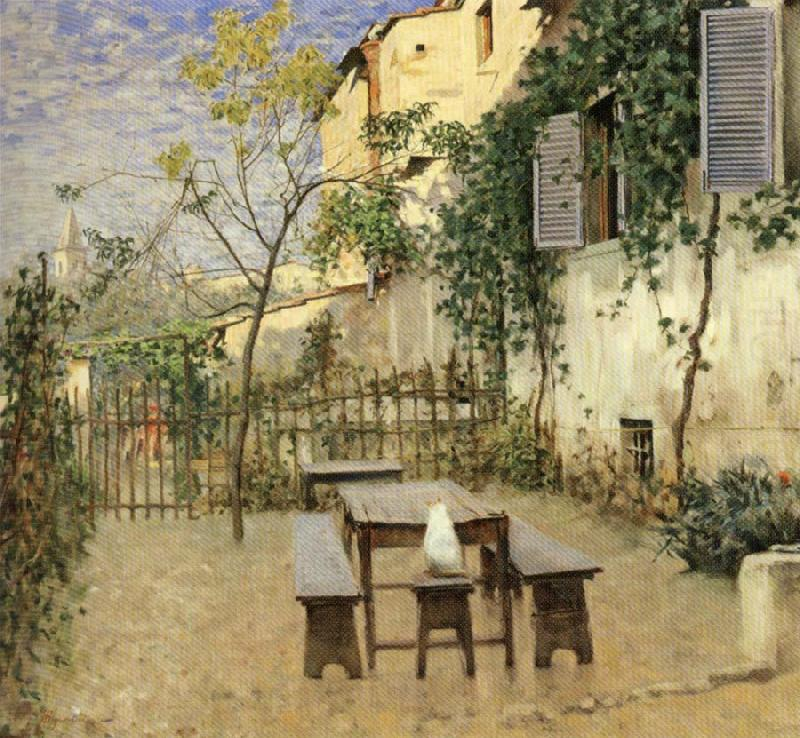
Телемако Сіньйоріні. «Вересневий ранок», 1891 р.